# Венецуела
Венецуела (шп. Venezuela), или званично Боливарска Република Венецуела (шп. República Bolivariana de Venezuela), држава је која се налази у северном делу Јужне Америке. Смештена је између Колумбије на западу, Бразила на југу и Гвајане на истоку, док на северу излази на обале Карипског мора и Атлантског океана на североистоку. Укупна дужина обале је око 2.800 km. Уз североисточну и северну обалу Венецуеле налазе се острвске државе Тринидад и Тобаго, Гренада, Курасао и Аруба. Са површином од 916.445 km² налази се на 6. месту међу јужноамеричким и на 33. месту међу светским државама и територијама. Према подацима пописа становништва из 2011. у земљи је живело нешто мање од 29.000.000 становника (рачунајући и избегла и расељена лица), или у просеку 30,2 ст/км².
Географијом Венецуеле доминирају високи Анди на западу, басен Амазона на југу и Оринока у централном и јужном делу делу земље, пространи љаноси и карипска обала. Биодиверзитет који варира од тропских кишних шума на југу до приморске тропске вегетације на северу, и од високопланинских шума на западу, преко високотравних савана у централном делу до мочвара у делти Оринока на истоку, сврстава Венецуелу у земље са најразноврснијим биолошком сликом на свету. Највиши водопад на свету са висином од 979 m, Анђеоски водопад, један је од бројних симбола ове земље.
Шпански конкистадори колонизовали су подручје данашње Венецуеле до 1522, а нешто раније око 1515. на острву Кубагва основали су град Нуево Кадиз који је био први шпански град на тлу Јужне Америке. Венецуела је била прва шпанска колонија на континенту која је прогласила независност од Шпанске империје 1811. што је довело до рата за независност. Победа бораца за независност предвођених револуционаром Симоном Боливаром у бици код Карабоба 1821. утрла је пут ка независности Венецуеле. Дан када је извојевана ова велика победа 24. јун Венецуела слави као национални празник.
У политичком смислу Венецуела је савезна република са председником као врховним поглаваром на челу. Чине је 23 савезне државе, дистрикт Каракас и зависне острвске територије уз обалу. Венецуела има вишедеценијски територијални спор са Гвајаном око територије од око 159.000 km² западно од реке Есекибо (територија Гвајана Есекиба или Zona en Reclamación) коју Венецуела сматра законитим делом своје територије.
Венецуела се убраја у земље са изразито високом стопом урбанизације, а већина њене популације живи у великим градским центрима у северном делу земље. Главни и највећи град у земљи је Каракас, а међу највеће градове у земљи спадају и Маракаибо, Сијудад Гвајана, Маракај, Валенсија, Баркисимето, Мерида и Сан Кристобал.
Главни извор прихода је нафта чије процењене резерве од скоро 300 милијарди барела сврставају Венецуелу на прво место у свету а држава је и међу највећим светским произвођачима овог енергента. Поред нафте важан извор прихода представља извоз пољопривредних култура, посебно кафе и какаоа.

## Етимологија
Тачно порекло о термину имена Венецуеле није познато и постоји неколико теорија.
Експедиција предвођена конкистадором Алонсом де Охедом је 1499. истраживала приобално подручје северозападне Венецуеле. Члан експедиције је био и Венецијанац Америго Веспучи. Приликом упловљавања у залив Маракаибо истраживачи су на његовим обалама уочили многобројне сојенице. Веспучија су те сојенице асоцирале на његов родни град познат по бројним каналима, због чега је новооткривеном подручју дао име Veneziola што на тосканском наречју италијанског језика значи мала Венеција. Под утицајем шпанског језика италијански деминутив iola је замењен шпанским обликом uela при чему се дошло да садашњег имена земље - Венецуела. Такође и немачки колонизатори који су истраживали ово подручје у првој половини 16. века су ову територију називали Klein-Venedig односно мала Венеција. У прилог овој тези иде и чињеница да домородачка племена у подручју залива Маракаибо и данас живе у сојеничарским насељима која се ту називају палафито (palafito).
Међутим, морепловац и географ Мартин Фернандез де Енцисо који је такође био део Оједине експедиције, у свом делу Summa de Geografía тврди да је експедиција током истраживања подручја наишла на домородачка племена која су себе називала Венециуела (Veneciuela) апа је према томе име данашње земље изведено од имена њених староседелаца.

## Географија
Венецуела је лоцирана на северу Јужне Америке; геолошки, њена копнена површина почива на Јужноамеричкој плочи. Тотална површина Венецуеле је 916.445 km2 (353.841 sq mi), а копнена површина је 882.050 km2 (340.560 sq mi), што је чини 33. по величини земљом у свету. Њена територија лежи између латитуда 0° и 13°, и лонгитуда 59° и 74°W.
Облик земље је приближно троугласт. Ова земља има 2800 km дугу обалу на северу, са бројним острвима у Карибима, и на најсевернијој граници северни Атлантски океан. Већина посматрача описује Венецуелу у виду четири добро дефинисана топографска региона: Маракаибо басен на северозападу, северне планине које се протежу у широком луку са истока на запад од колумбијске границе дуж северне Карипске обале, широке равнице централне Венецуеле, и Гвајанска висораван на југоистоку.
Северне планине су екстремна североисточна екстензија планинског ланца Јужноамеричких Анда. Врх Боливар, који је највиша тачка ове земље и досеже надморску висину од 4979 m, лежи у том региону. Јужно се простире Гвајанска висораван која садржи северни обод Амазонског Базена и Анђеоски водопад, највиши водопад на свету, као и тепуји, велике столу-сличне планине. Центар земље карактеришу llanos, које су екстензивне равнице које се протежу од Колумбијске границе на далеком западу до делте реке Ориноко на истоку. Ориноко, са својим богатим алувијалним земљиштем, представља највећи и најважнији речни систем земље. Он настаје у једном од највећих сливова Латинске Америке. Карони и Апуре су друге велике реке.
Венецуела се граничи са Колумбијом на западу, Гвајаном на истоку, и Бразилом на југу. Карипска острва, као што су Тринидад и Тобаго, Гренада, Курасао, Аруба, и Ливардски Антили леже близо Венецуеланске обале. Венецуела има територијалне спорове са Гвајаном (раније Уједињеним Краљевством), углавном због Есекибо области, и са Коломбијом због Венецуеланског залива. Године 1895, након вишегодишњих дипломатских покушаја да се разреше гранични спорови око Есекибо реке, разбуктао се спор. Проблем је разматрала „неутрална“ комисија (формирана од британских, америчких и руских представника, и без директне репрезентације Венецуеле), која је 1899 донела одлуку углавном против Венецуеланских захтева.
У Венецуели постоји око 105 заштићених подручја, која покривају око 26% континенталне, морске и острвске површине земље.
Венецуелански најзначајнији природни ресурси су нафта и природни гас, руда гвожђа, злато, и други минерали. Она такође располаже великом областима с обрадивим тлом и водом.
- Географија Венецуеле
- Венецуелански обалски венац у Варгасу
- Аутана тепуј у Амазонасу
- Snowstorm in Врх Ел Аквила У Мериди
- Морокој национални парк у Фалкону
- Чурун река у Болíвару
- Лос Ланос у Апуру

### Геологија и рељеф
На истоку око језера Маракаибо и у средишњем делу западно од реке Ориноко рељеф је низијски. На крајњем западу земље уз колумбијску границу, затим дуж већег дела обале и између споменутих низина пружају се најсевернији огранци Анда у којима надморска висина досеже 5007 m (Боливаров врх). Источно од Оринока рељеф се уздиже према југу и истоку и чини западни део Гвајанских планина у којима се налази Анђеоски водопад, највиши на свету (пад воде је 979 m).

### Клима
Венецуела се целом својом територијом налази у тропском појасу. Просечна температура је и до 35 °C.
Клима Венецуеле је тропска, углавном влажна и врућа, нешто блажа само у планинским пределима. Највећа река је Ориноко који утиче у Карипско море великом делтом.

## Административна подела
Венецуела се дели на 23 (савезне) државе, један федерални град и једну Федералну зависну територију која се састоји од великог броја венецуеланских острва. Венецуела тврди за има право и на територију Гвајана Есекиба, а коју Гвајана сматра својом територијом.
1. Амазонас
2. Анзоатеги
3. Апуре
4. Арагва
5. Баринас
6. Боливар
7. Карабобо
8. Кохедес
9. Делта Амакуро
10. Фалкон
11. Гварико
12. Лара
13. Мерида
14. Миранда
15. Монагас
16. Нуева Еспарта
17. Португеса
18. Сукре
19. Тачира
20. Трухиљо
21. Јаракуј
22. Варгас
23. Зулија
24. Федерална територија Венецуеле

- Федерални град Венецуеле

## Историја
На подручју Венецуеле основана је 1522. једна од првих шпанских насеобина у Јужној Америци, а нешто касније је већина венецуеланске територије укључено у састав Вицекраљевства Нове Гранаде, а мањи источни део је прикључен Новој Андалузији.
Након неколико неуспешних устанака земља је прогласила независност од Шпаније 5. јула 1811. под водством Симона Боливара. Борба за самосталност потрајала је десет година, а у њој су се уз Боливара истакли и генерали Антонио Хосе де Сукре и Хосе Антонио Паез, који је постао први председник Венецуеле након распада уније с Еквадором и Колумбијом године 1830.
Политички живот Венецуеле у 19. и раном 20. веку обележили су нестабилност, жестока борба за власт и диктатуре. Након смрти ауторитарног вође Хуана Висентеа Гомеза године 1935. започела је демократски преображај земље, који је довео до коначног повлачења војске из политичког живота 1958. Искоришћавање налазишта нафте повећало је национално богатство.
Године 1998, за председника је изабран популист Уго Чавез, потпуковник падобранства и главни организатор неуспешног покушаја државног удара у фебруару 1992. Чавез је спровео опсежне реформе политичког система, ојачао социјалну државу с циљем побољшања животних услова најсиромашнијих слојева и захладио односе са САД, заступајући истовремено иницијативе за регионално повезивање и сарађујући с комунистичком Кубом. Његова политика је изазвала подршку венецуеланских радника, сељака и већине становника. Остао је популаран међу становништвом земље, посебно међу сиромашнијима постижући велике успехе у борби за бољи животни стандард свих грађана.

## Становништво
Венецуела има 28 милиона становника. Годишњи раст становништва је 1,4% (2005). Наталитет је 18,91, а морталитет 4,90 (на 1000 становника, 2005). Свака жена просечно рађа 2,51 деце (2000), а смртност новорођенчади је 2,617% (2000).
Међу становништвом 67% су местици, 21% Европљани (Шпанци, Италијани, Португалци, Немци и други), 10% африканци и 2% индијанци. Индијанци су подељени на многа племена, а данас живе углавном у прашумама и на делти Оринока.
Већина становништва (85%) живи у градовима на северу земље. У области јужно од Оринока живи само 5% становништва, иако ово подручје представља скоро половину венецуеланске територије. Главни град Каракас је уједно највећи град Венецуеле. Други већи градови су:
| Град            | Становника |
| Каракас         | 1.836.000  |
| Маракаибо       | 1.609.000  |
| Валенсија       | 1.196.000  |
| Баркисимето     | 811.000    |
| Сијудад Гвајана | 629.000    |
| Пуерто Ла Круз  | 199.000    |
| Мерида          | 196.000    |

Уз шпански језик, говоре се и многи индијански језици. 288.496 држављана Венецуеле говори неки од домородачких језика као матерњи, а најраспрострањенији је вају (170.000). Око 96% верника припада католичкој цркви.

## Привреда
Привредом доминира индустрија нафте с једном трећином БДП-а, 80% извозних прихода и више од половине укупних прорачунских прихода. Највећи проблеми привреде су зависност од цена нафте на светском тржишту, висока незапосленост и инфлација.
БДП је за 2004. процењен на 5.800 УСД по становнику, мерено по ППП-у.
Део венецуеланске привреде зависи од дознака.